# ستيفاني حنا
ستيفاني حنا هي لاعبة كرلنغ كندية، ولدت في 31 يوليو 1982 في أوتاوا في كندا.